# 拉贝特努
拉贝特努（法語：La Berthenoux，法語發音：[la bɛʁtənu]）是法国安德尔省的一个市镇，位于该省东南部，属于拉沙特尔区。

## 地理
拉贝特努（46°39'40"N, 2°3'43"E）面积39.82 平方千米，位于法国中央-卢瓦尔河谷大区安德尔省，该省份为法国中部省份，北起卢瓦-谢尔省，西北接安德尔-卢瓦尔省，西南接维埃纳省，南至克勒兹省和上维埃纳省，东临谢尔省。
与拉贝特努接壤的市镇（或旧市镇、城区）包括：利涅尔地区圣伊莱尔、博米耶、普吕涅、圣阿乌、圣沙尔捷、圣克里斯托夫-昂布什里、特韦圣瑞利安、伊涅赖河畔韦尔讷伊。

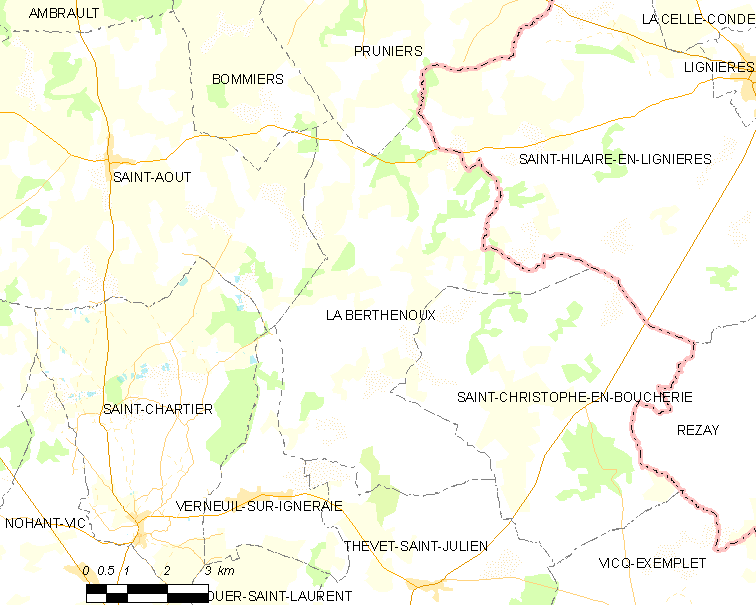
拉贝特努的OSM定位图

拉贝特努的时区为UTC+01:00、UTC+02:00（夏令时）。

## 行政
拉贝特努的邮政编码为36400，INSEE市镇编码为36017。

## 政治
拉贝特努所属的省级选区为拉沙特尔县。

## 人口

1962-2008年间拉贝特努人口变化图示

拉贝特努于2022年1月1日时的人口数量为361人。